# Shihab-ud-din Ahmad Shah I
Ahmad Shah Vali est un sultan de l'Empire Bahmanide sur lequel il règne de 1422 à 1436.
Il succède à son frère Firuz Shah qui abdique le 22 septembre 1422. Il agrandit le sultanat des Bahmani par plusieurs victoires contre les rajahs. En 1425, il transfère sa capitale à Bîdâr. Après une attaque contre le Mâlvâ au début de son règne, les deux sultanats vivent en paix. En 1429, Ahmad Shah lance son armée contre le Gujerat où elle est repoussée. Il meurt de maladie le 17 avril 1436 et désigne son fils Ala-ud-din Ahmad comme successeur.

## Sources
- http://www.indhistory.com/bahamani-dynasty.html
- History of Delhi Sultanate, par M H Syed Éditeur	Anmol Publications PVT. LTD., 2004  (ISBN 812611830X et 9788126118304)